# الکساندر آندرائه
الکساندر آندرائه (به آلمانی: Alexander Andrae) (۲۷ آوریل ۱۸۸۸ - ۳ آوریل ۱۹۷۹) نظامی بلندپایه آلمانی در دوره رایش سوم بود. او برای مدتی در جریان جنگ جهانی دوم فرماندار نظامی جزیره کرت بود.